# Bazylika archikatedralna Wniebowzięcia Najświętszej Maryi Panny i św. Jana Chrzciciela w Przemyślu
Archikatedra Przemyska – główna świątynia Archidiecezji Przemyskiej, znajdująca się w Przemyślu przy placu Katedralnym. Potrójne sanktuarium: Matki Bożej Jackowej, św. Józefa Sebastiana Pelczara i bł. Jana Balickiego. 
Po powstaniu diecezji w 1375 roku pierwszą katedrą do 1412 roku był drewniany kościół pod wezwaniem świętych Piotra i Pawła, stojący na placu obok dzisiejszego kościoła Najświętszego Serca Pana Jezusa. Jako druga katedra służyła w latach 1412–1460 cerkiew katedralna wzniesiona z kamienia ciosowego na dziedzińcu przemyskiego zamku.

## Rotunda romańska
W miejscu dzisiejszego prezbiterium katedry, po 2 połowie XII wieku zbudowano w stylu romańskim rotundę pod wezwaniem św. Mikołaja. Rotunda wzniesiona z piaskowca miała plan okręgu o średnicy 9,20 metra z podkowiastą absydą i do dzisiaj pod posadzką zachowały się z niej fundamenty jedynie do wysokości 2,30 m. Wzmiankowano ją po raz pierwszy w 1301 roku. Rotunda została rozebrana około 1460 roku podczas budowy katedry gotyckiej.  

## Katedra gotycka
Budowę obecnej katedry w stylu gotyckim rozpoczął w 1452 roku biskup Mikołaj Błażejowski. Po rozbiórce romańskiej rotundy do 1474 roku zbudowano prezbiterium, jednak później prace wstrzymano. Pod koniec XV wieku dobudowano nawę główną, która jednak została uszkodzona podczas najazdu Tatarów w 1495 roku. Odbudowę rozpoczął biskup Macieja z Drzewicy Drzewicki i zakończył w 1549 roku biskup Jan Dziaduski. Przy okazji, w obawie przed najazdami Wołochów i Tatarów, ufortyfikowano świątynię poprzez zbudowanie wokół niej muru i ustawienie na nim armat - mur ten istniał do 1839 roku.  
W 1578 roku starosta przemyski, referendarz wielki koronny – Jan Tomasz Drohojowski (zm. 1605), ufundował obecną kaplicę Najświętszego Sakramentu zwaną też kaplicą Drohojowskich. Powstała na miejscu wcześniejszej rotundy św. Mikołaja. Kaplica ta została zbudowana w stylu renesansowym i nosiła pierwotnie wezwanie św. Tomasza. 
Katedra przetrwała wojny XVII wieku, jednak 19 maja 1621 r. w kaplicy Drohojewskich doszło do pojedynku a następnie strzelaniny, po tym gdy do kaplicy wdarł się chorąży Jerzy Krasicki wraz z synem Stanisława „Diabła” Stadnickiego Zygmuntem i liczną grupą zbrojnych, po czym zelżył towarzystwo kasztelana poznańskiego Piotra z Bnina Opalińskiego. Doprowadziło to rzucenia przez biskupa na miasto interdyktu. 

## Katedra barokowa

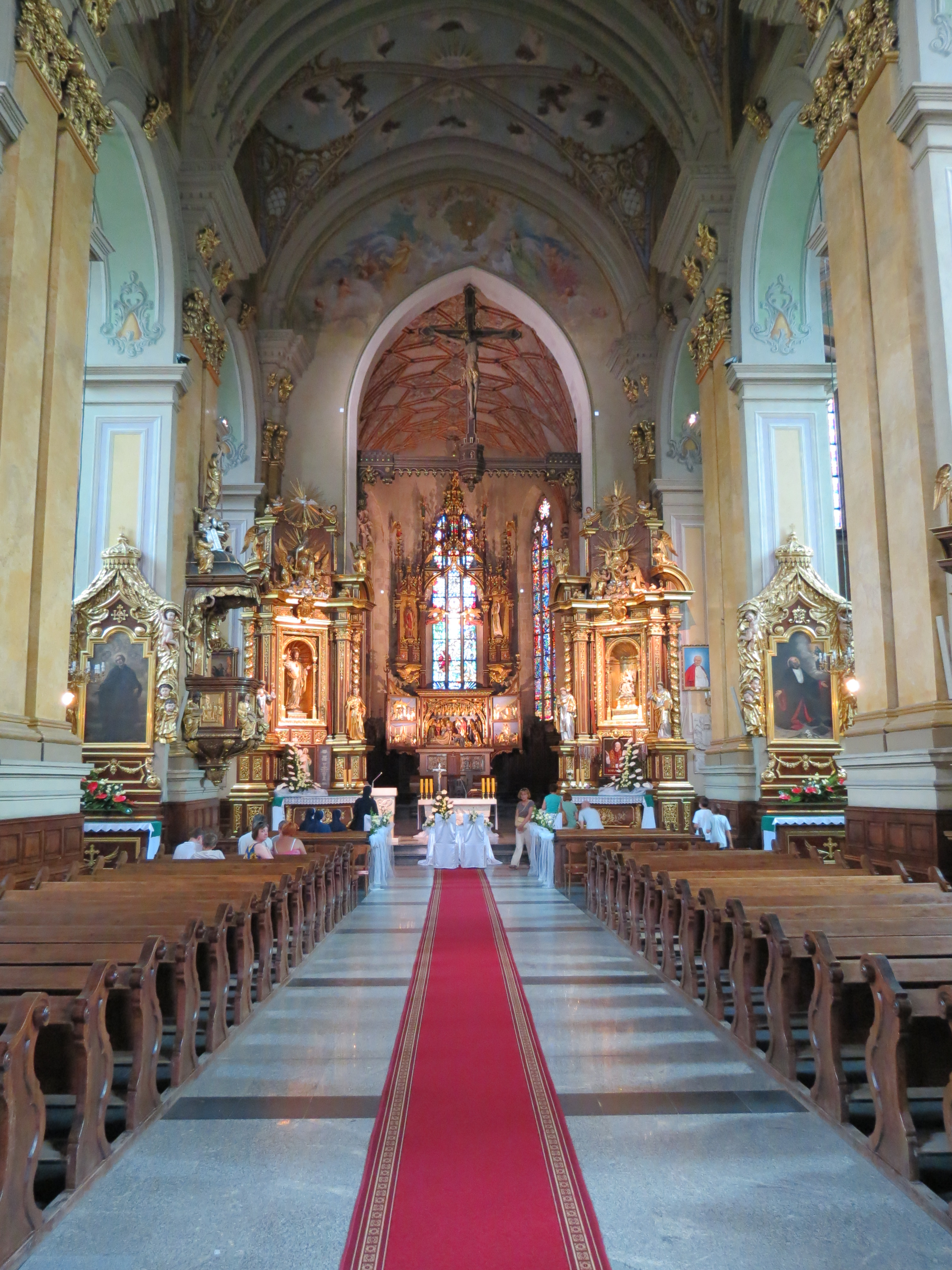
Wnętrze katedry

W 1724 roku biskup Aleksander Antoni Fredro herbu Bończa postanowił nadać gotyckiej katedrze stylistykę barokową. Powstała też w tym czasie barokowa kaplica Fredrów. Podczas przebudowy w prezbiterium umieszczono potężny barokowy Wielki Ołtarz i nowe stalle
Niedługo po zakończeniu prac w 1733 roku zawaliło się sklepienie, niszcząc częściowo wyposażenie kościoła oraz krypty. Do roku 1743 kościół odbudowano, a w 1744 r. biskup Hieronim Sierakowski poświęcił odbudowaną świątynię. Zbudowano też wtedy pierwsze piętro dzwonnicy. 
Od 1884 roku do 1907 trwała renowacja świątyni pod kierunkiem Tomasza Prylińskiego, a za rzeźby odpowiadał Ferdynand Majerski – dla upamiętnienia jego głowa została wykuta w kamieniu na fasadzie świątyni. W tym czasie przywrócono najstarszym częściom kościoła, a więc prezbiterium, charakter gotycki. Dobudowano też drugą kondygnację wieży ustawiając w narożnikach posągi i montując tarcze zegarowe. Całość zwieńczono hełmem.
W 2014 udostępniono dla zwiedzających krypty pod świątynią. Najcenniejszym elementem podziemi są zewnętrzne ściany romańskiej rotundy św. Mikołaja, pochodzące prawdopodobnie z 1215, składającej się z kolistej nawy oraz podkowiastej absydy. W znajdującym się tu lapidarium umieszczono elementy architektoniczne świątyni sprzed katastrofy budowlanej 1733, a w ossuariach – szczątki pochowanych tu zmarłych.

## Organy
Organy zostały wybudowane przez firmę Dominika Biernackiego we współpracy z bratem Wacławem. Instrument został nagrodzony na Powszechnej Wystawie Krajowej w Poznaniu w 1929 roku Wielkim Medalem Złotym i Dyplomem Honorowym. Zakupiony został przez bp. Anatola Nowaka i Kapitułę Katedralną Obrządku Łacińskiego w Przemyślu. W 1990 roku przeszedł generalny remont wykonany przez Eugeniusza, Stanisława i Wojciecha Bałchanów oraz konserwatora mgr. Jana Wąsacza.
Dyspozycja instrumentu:
| Manuał I         | Manuał II           | Manuał III           | Pedał            |
| ---------------- | ------------------- | -------------------- | ---------------- |
| 1. Burdon 16'    | 1. Flet łagodny 16' | 1. Prync. skrzyp. 8' | 1. Subkontra 32' |
| 2. Pryncypał 8'  | 2. Pryncypał 8'     | 2. Fl. kryty 8'      | 2. Kontrabas 16' |
| 3. Gamba 8'      | 3. Flet otwarty 8'  | 3. Aeolina 8'        | 3. Subbas 16'    |
| 4. Holflet 8'    | 4. Salicet 8'       | 4. Vox coelestis 8'  | 4. Violonbas 16' |
| 5. Oktawa 4'     | 5. Flet minor 4'    | 5. Klarnet 8'        | 5. Oktawbas 8'   |
| 6. Fl. kryty 4'  | 6. Gemshorn 4'      | 6. Flet rurkowy 4'   | 6. Fletbas 8'    |
| 7. Kwinta 2 2/3' | 7. Nasard 2 2/3'    | 7. Oktawa 4'         | 7. Chorałbas 4'  |
| 8. Superokt. 2'  | 8. Pryncypał 2'     | 8. Piccolo 2'        | 8. Kornet V      |
| 9. Mixtura IV    | 9. Tercja 1 3/5     | 9. Kwinta 1 1/3'     | 9. Puzon 16'     |
| 10. Trompet 8'   | 10. Szarf III       | 10. Cymbel III       | 10. Tuba 8'      |
| 11. Trompet 4'   | 11. Obój 8'         | 11. Cymbałki*        |                  |
|                  |                     | 12. Vox humana 8'    |                  |

## Dzwony

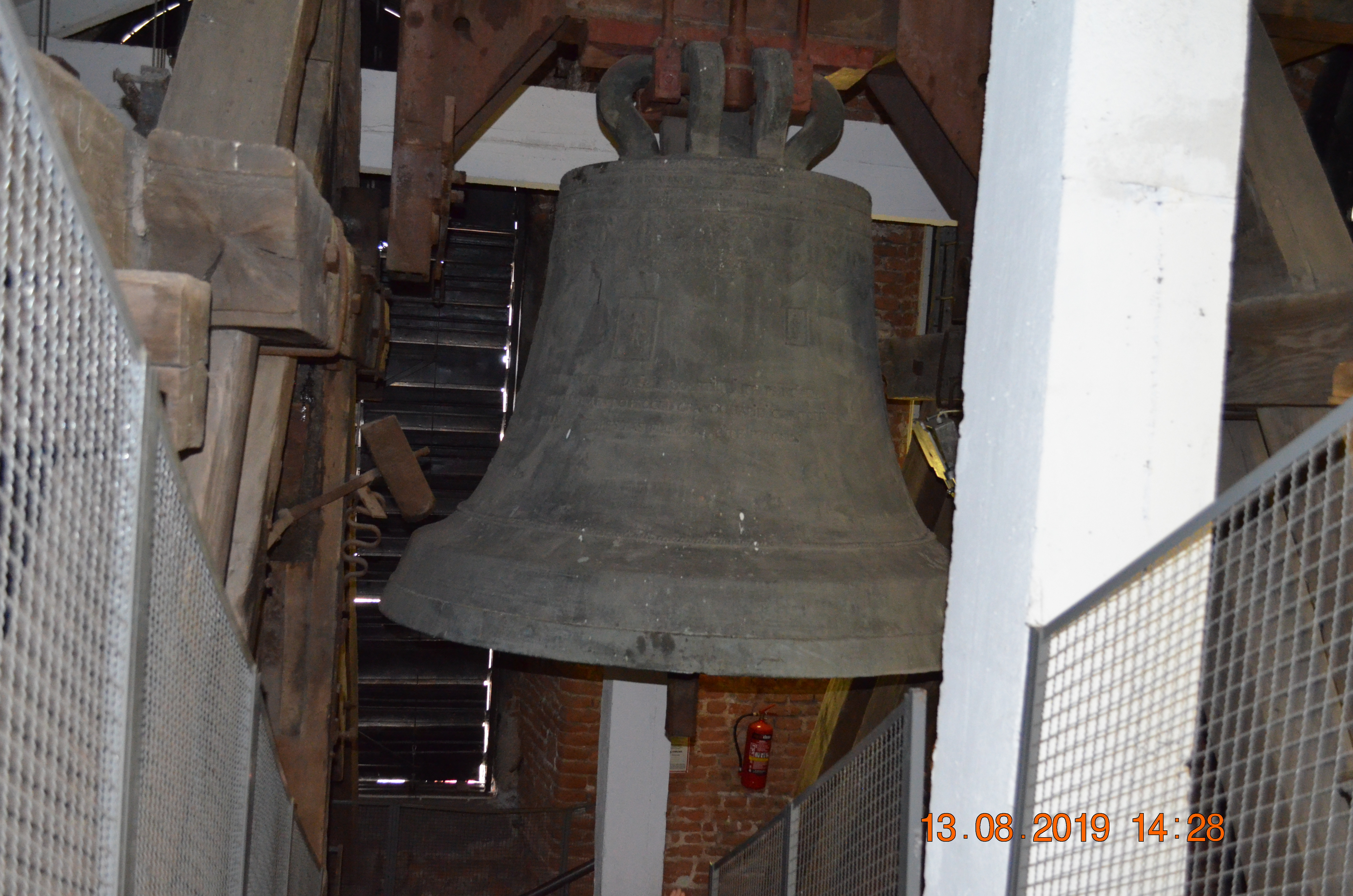
Dzwon Jan Chrzciciel Katedra Przemyśl

Na wieży katedry wiszą cztery dzwony. Rekwizycja dokonana przez zaborcę na cele wojenne w 1915 roku pozbawiła katedrę trzech z czterech dzwonów. Dzwon "Maria" został z wielkim sukcesem zaprezentowany na Międzynarodowej Wystawie Nowoczesnej Sztuki Użytkowej w Paryżu w 1927 r. i zdobył na niej złoty medal. Dzwon Jan Chrzciciel nie został zarekwirowany w 1917 roku dzięki odwołaniu do Centralnej Komisji Konserwatorskiej w Wiedniu i ministerstwa Wojny.
|                  | Imię             | Waga     | Ton uderzeniowy | Średnica | Rok odlania | Odlewnia                    |
| ---------------- | ---------------- | -------- | --------------- | -------- | ----------- | --------------------------- |
| Mały dzwon       | Maria            | ~400 kg  | ais'            | ~90 cm   | 1927        | Bracia Felczyńscy, Przemyśl |
| Średni dzwon     | Stanisław Kostka | ~650 kg  | f'              | 106 cm   | 1927        | Bracia Felczyńscy, Przemyśl |
| Duży dzwon       | Anatol           | ~1350 kg | d'              | ~134 cm  | 1927        | Bracia Felczyńscy, Przemyśl |
| Największy dzwon | Jan Chrzciciel   | ~4500 kg | ais0            | ~190 cm  | 1766        | Teodor Polański, Lwów       |

## Galeria

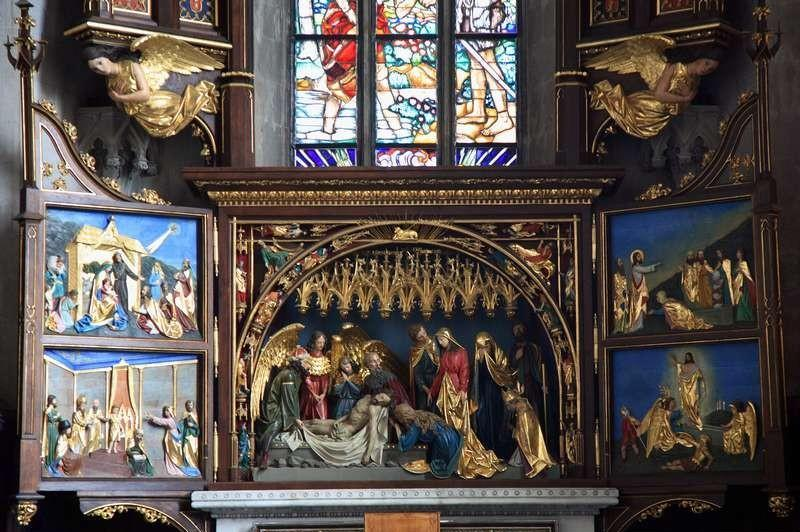
Ołtarz główny
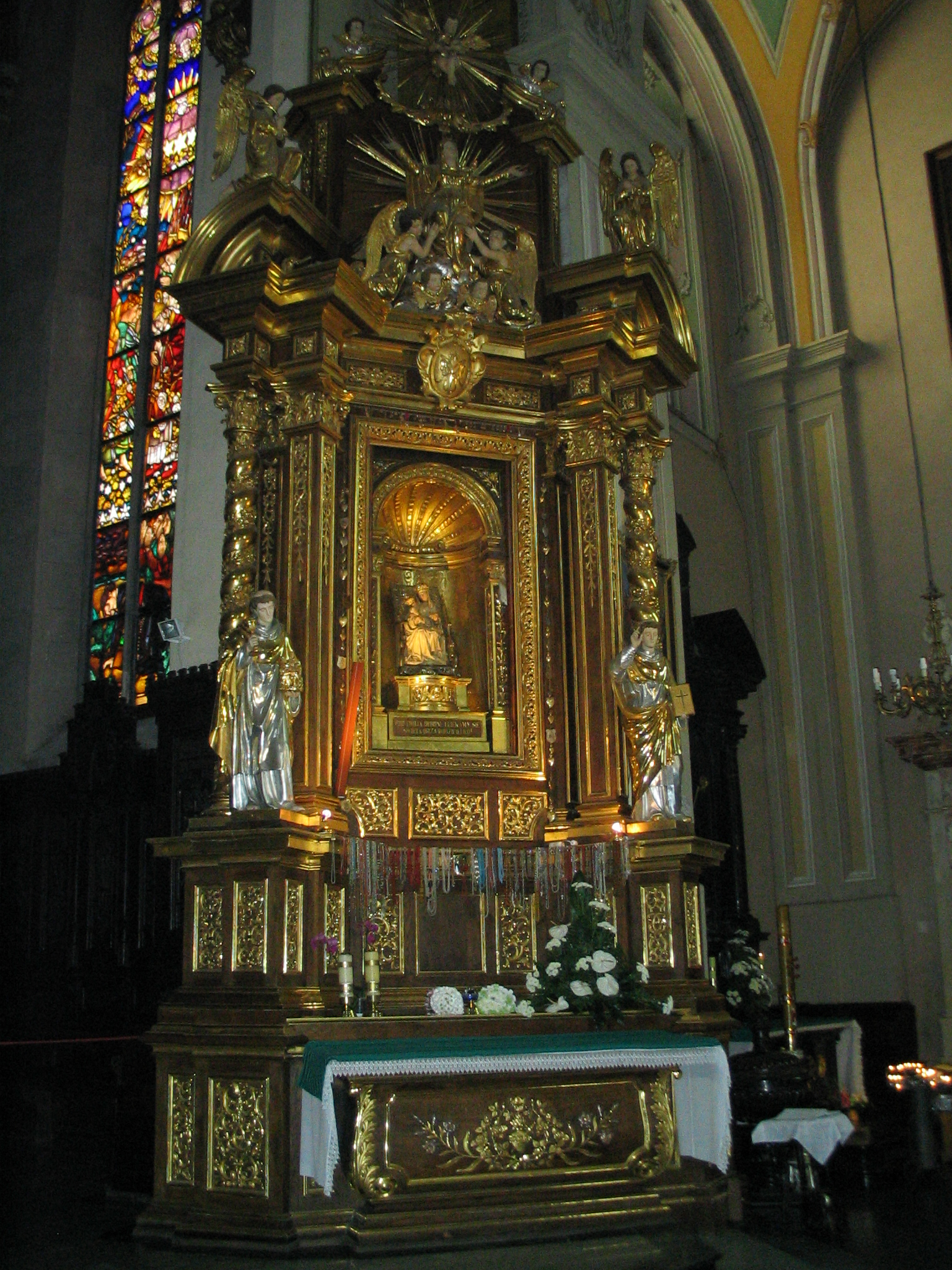
Ołtarz z Matką Bożą Jackową
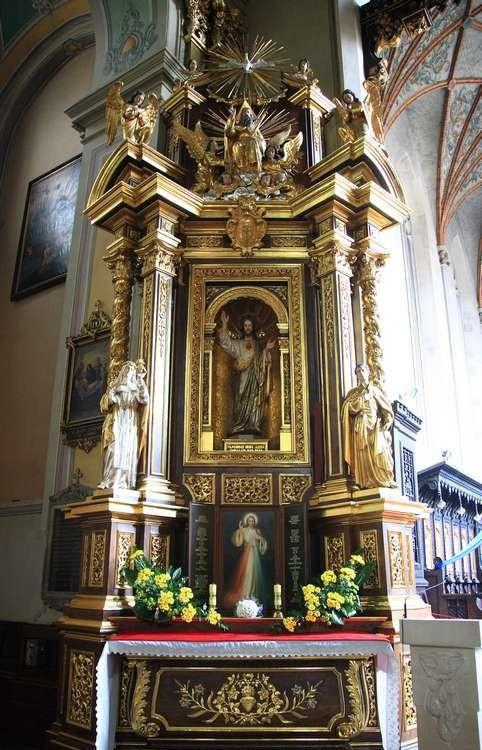
Ołtarz boczny
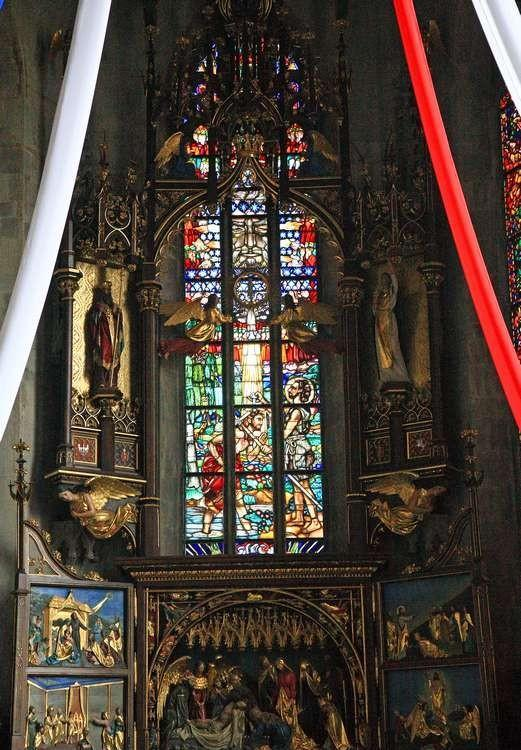
Witraż nad głównym ołtarzem
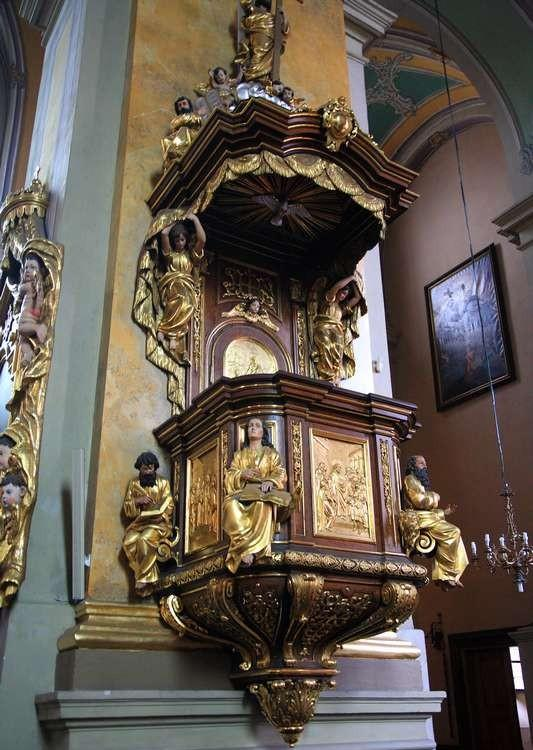
Ambona
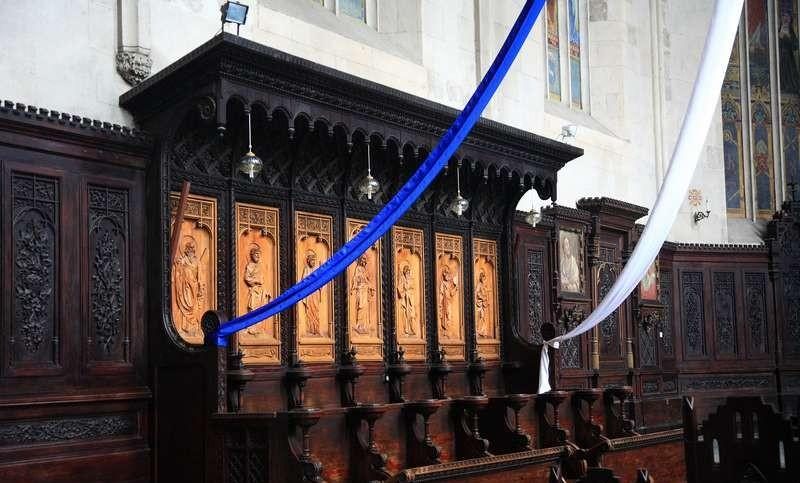
Stalle
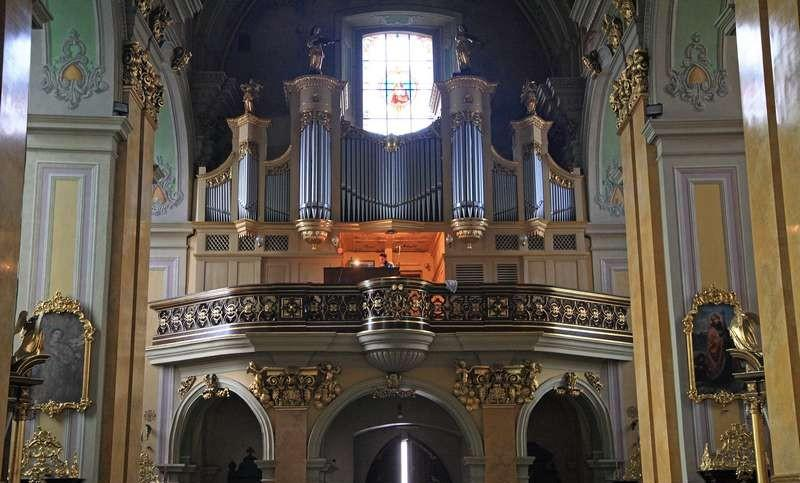
Organy
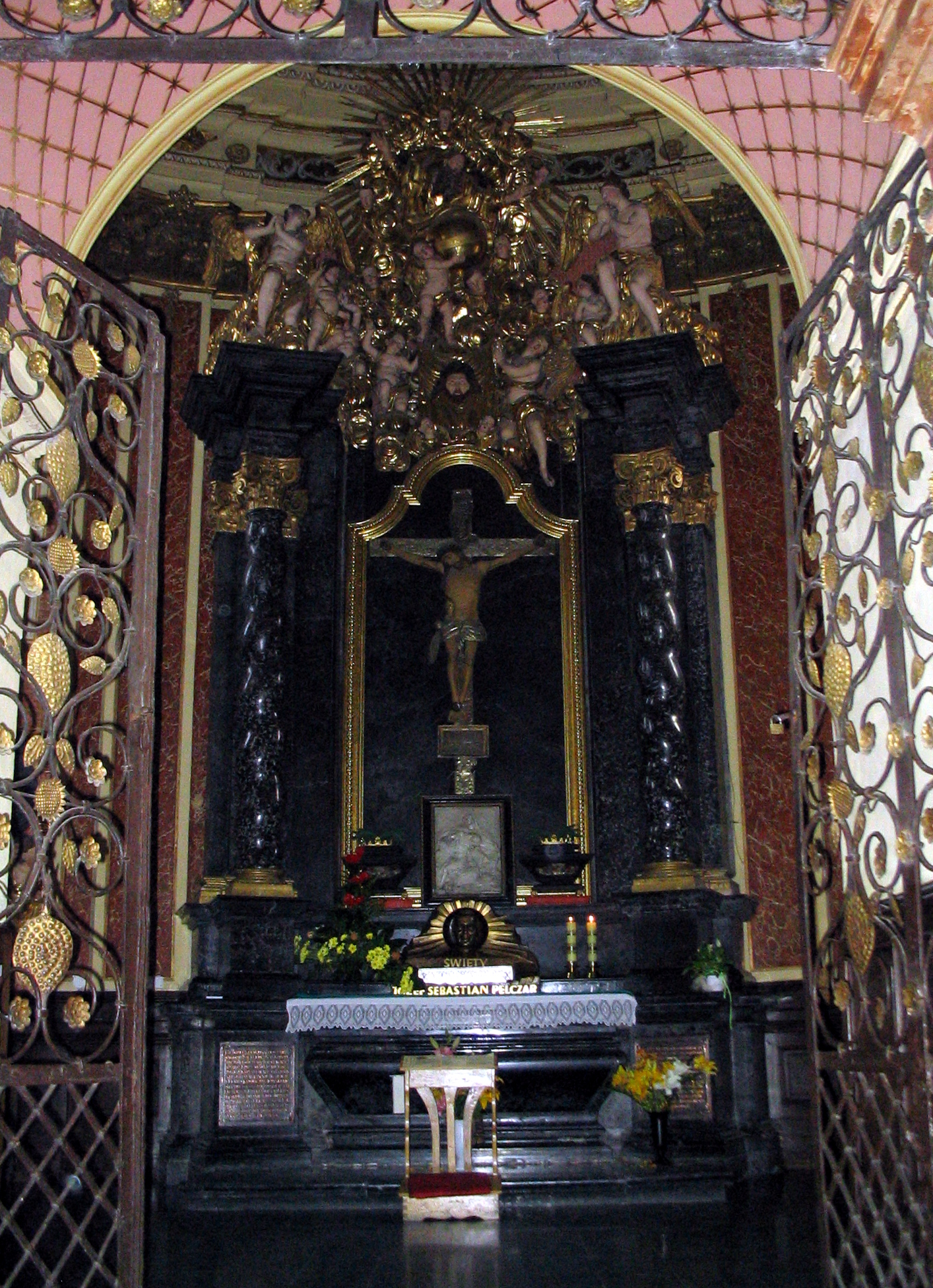
Kaplica Fredrów z relikwiami św. Józefa Sebastiana Pelczara
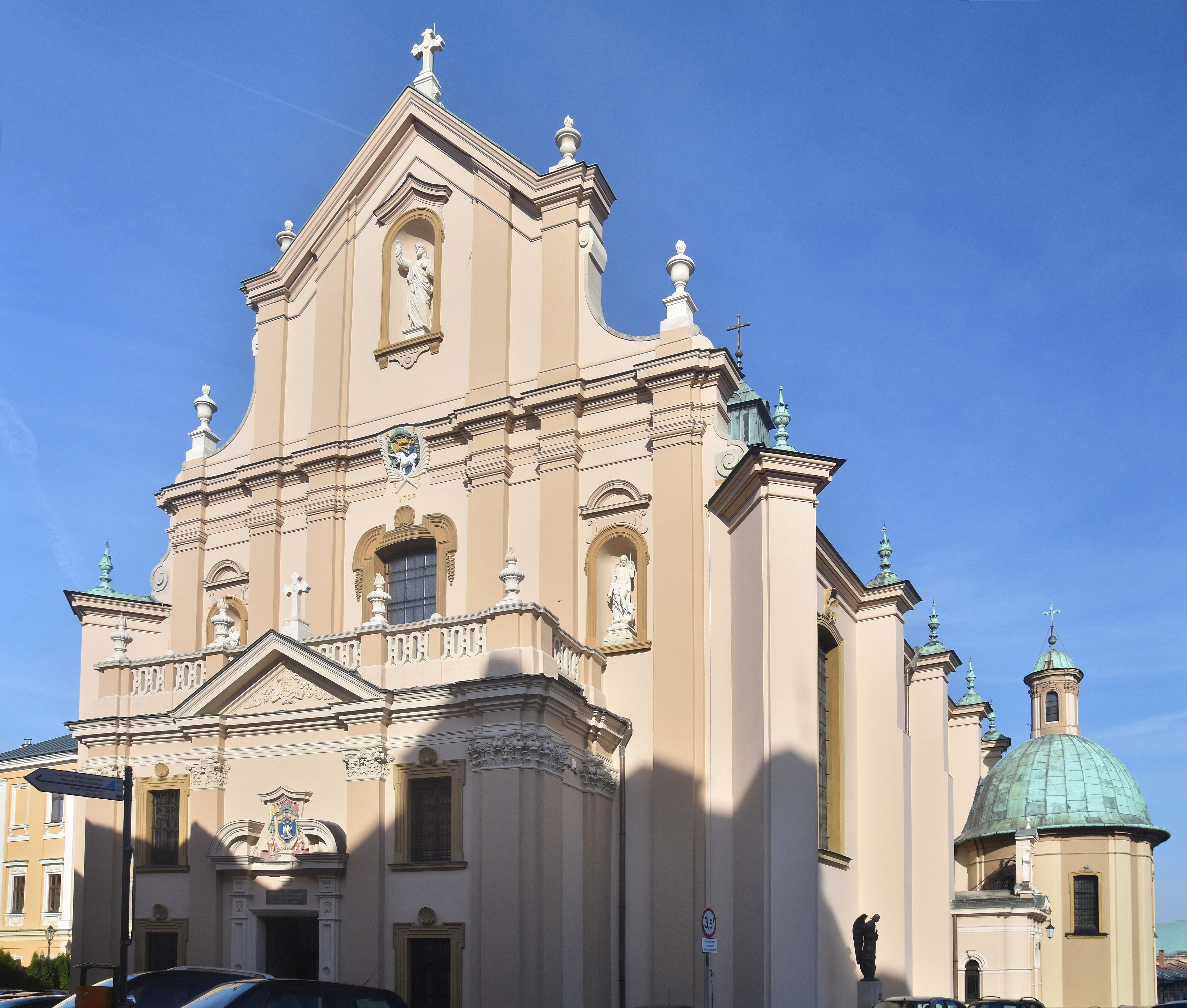
Fasada
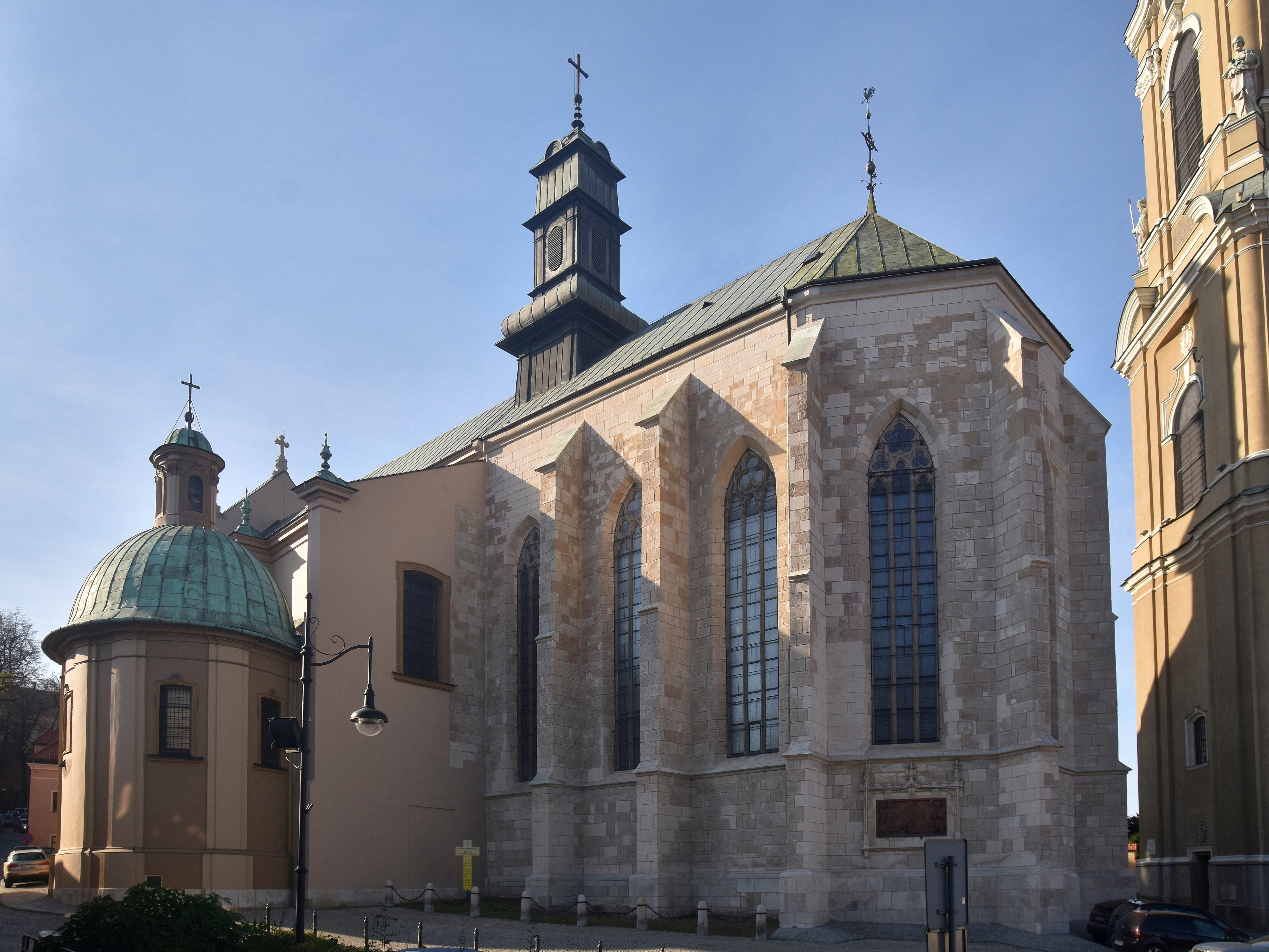
Widok od strony prezbiterium
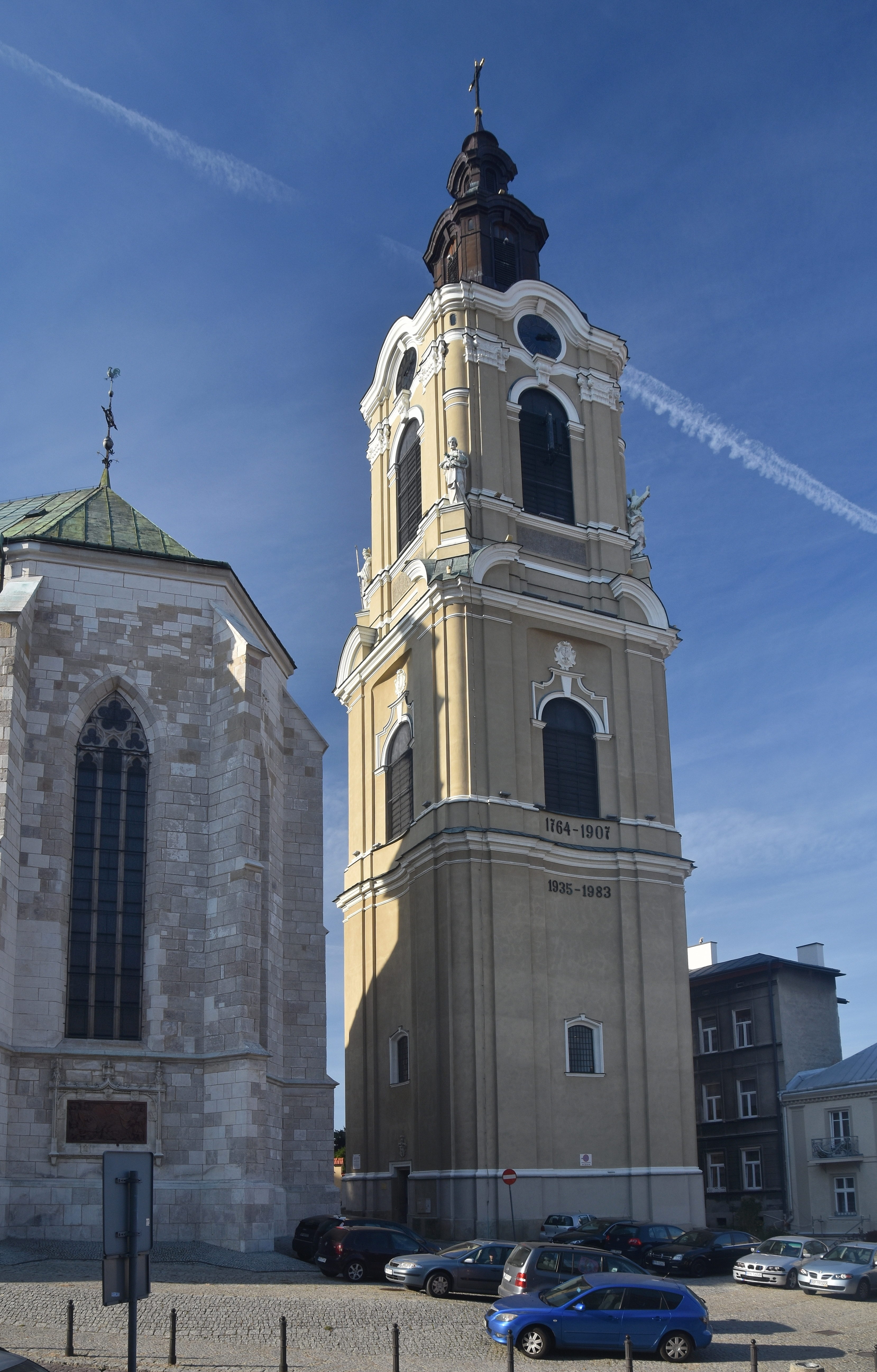
Wieża
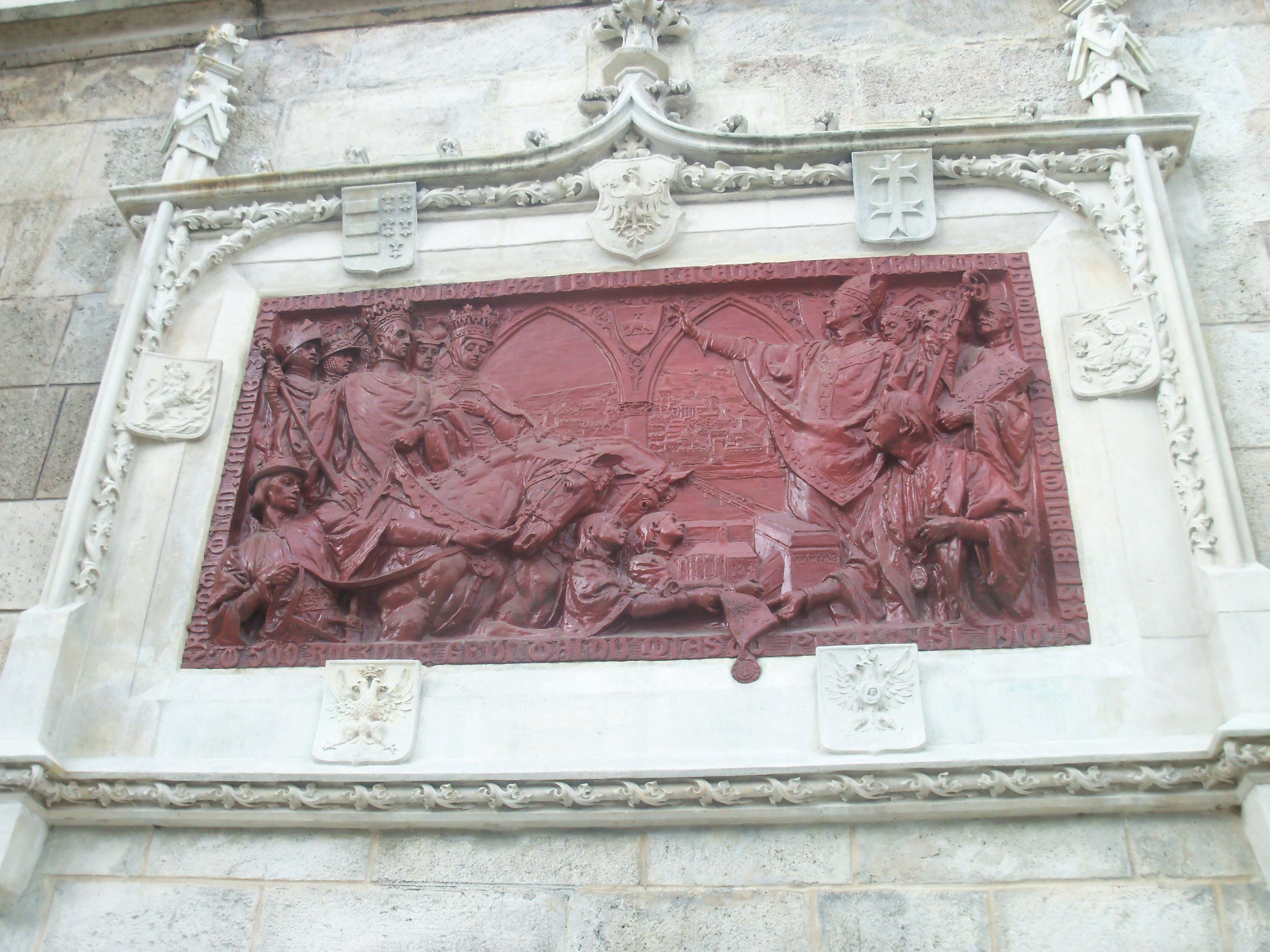
Fragment fasady
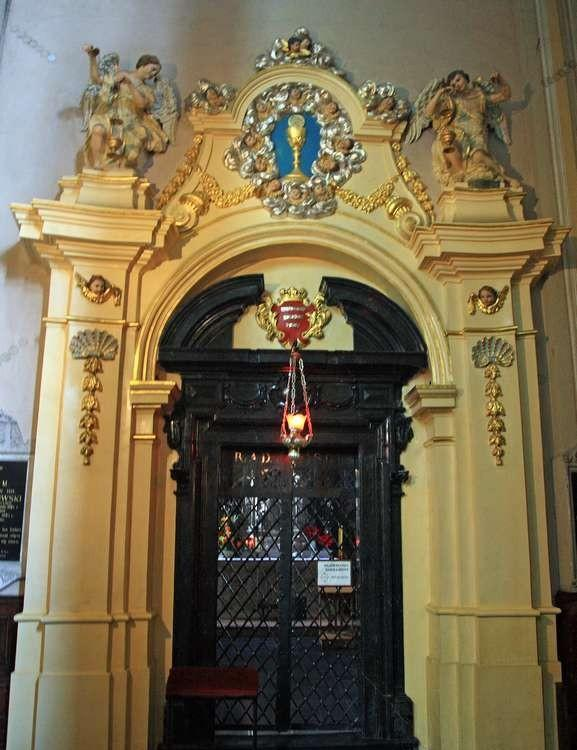
Portal barokowy
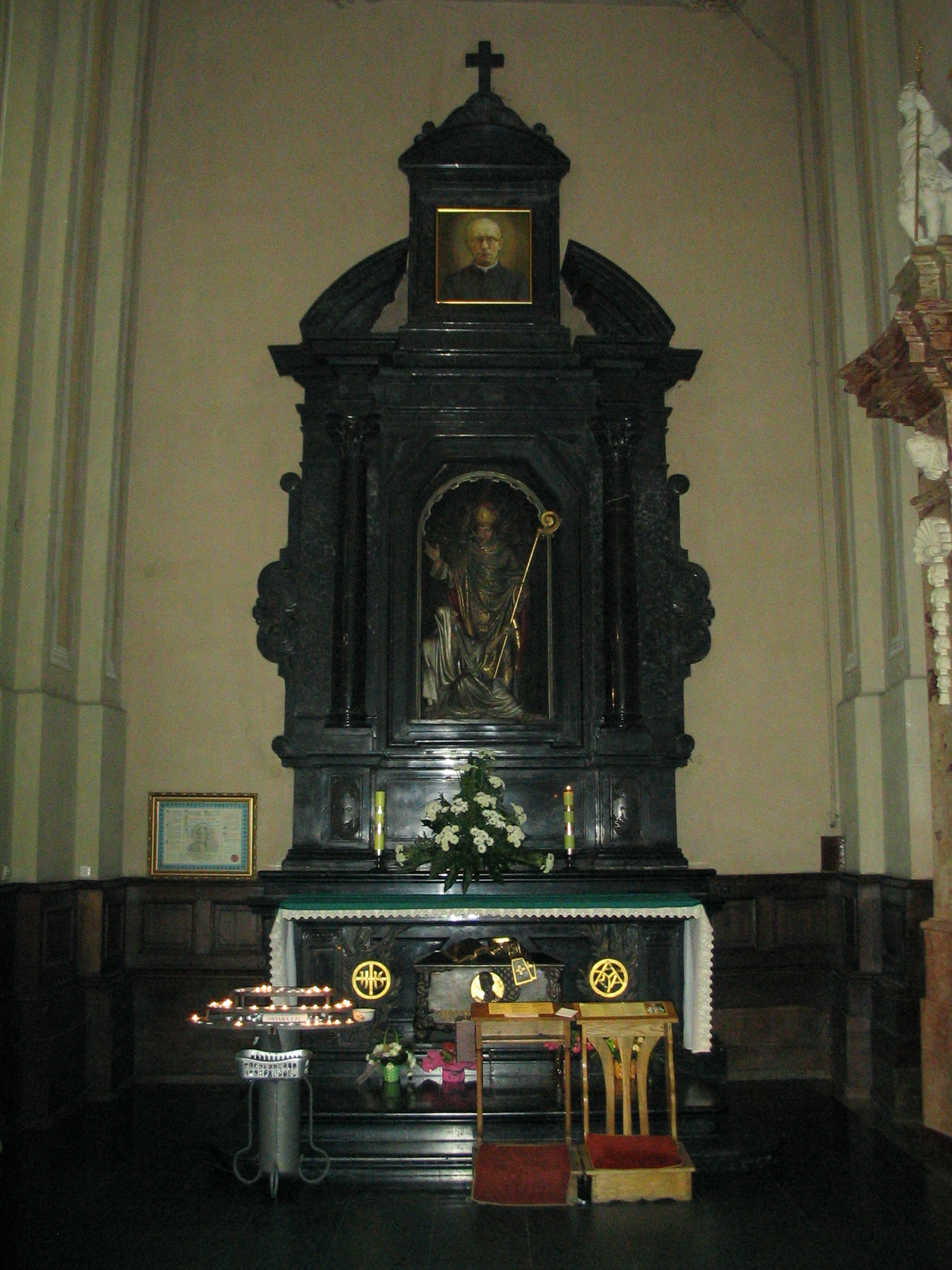
Barokowy ołtarz z relikwiami bł. Jana Balickiego

Widoki archiwalne
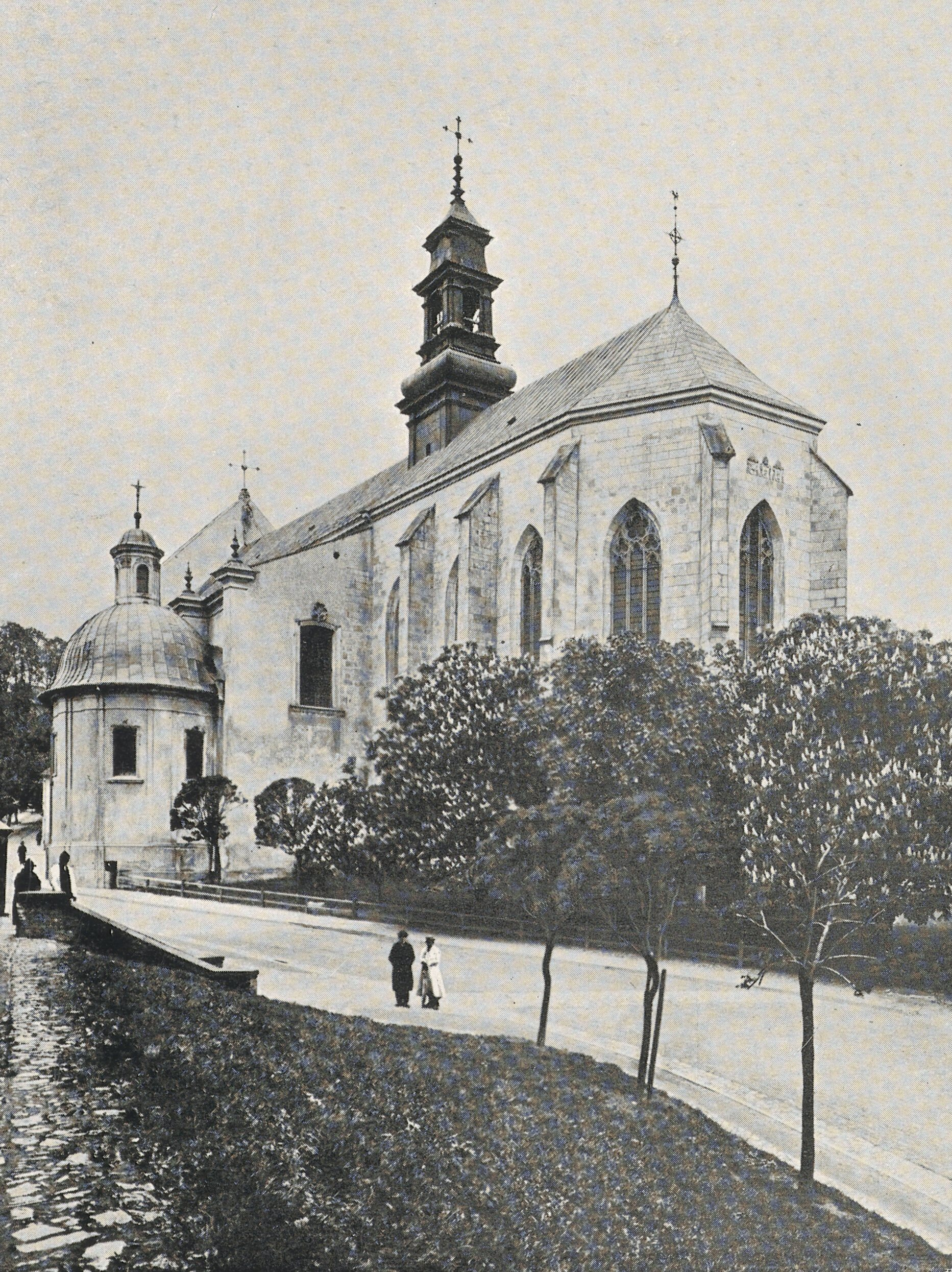
Katedra około 1906
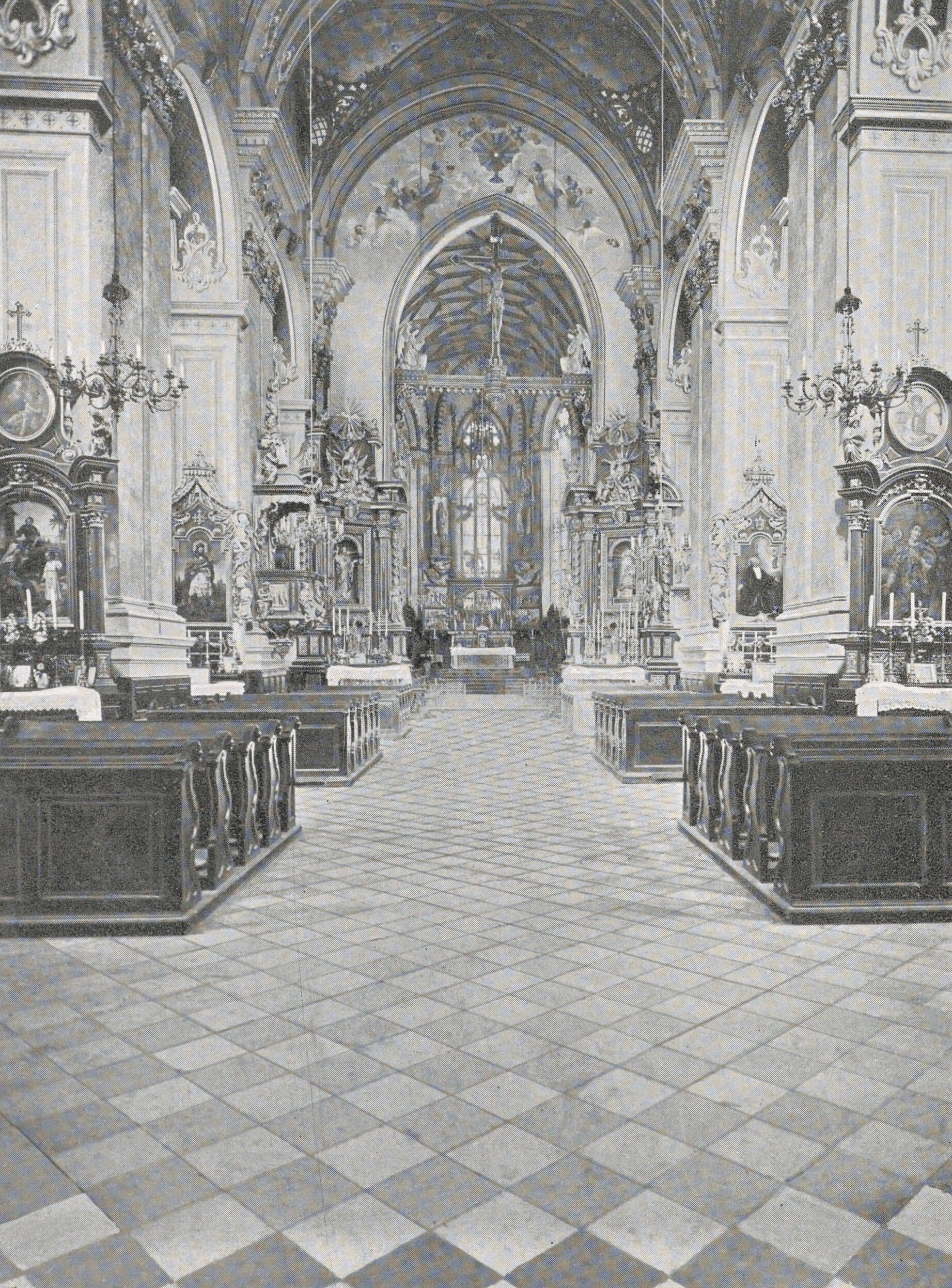
Wnętrze katedry po restauracji, około 1906
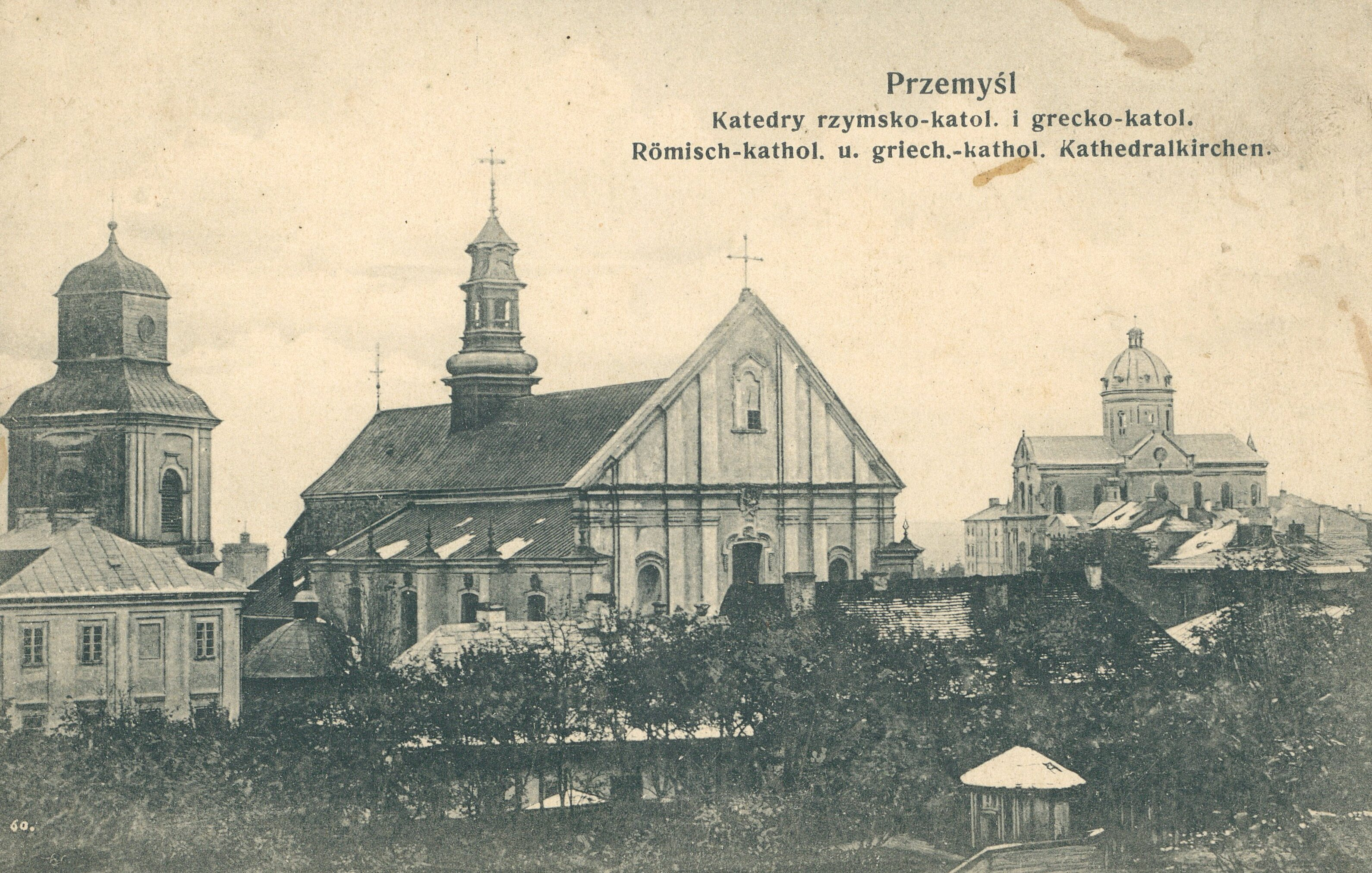
Widok ogólny, około 1908
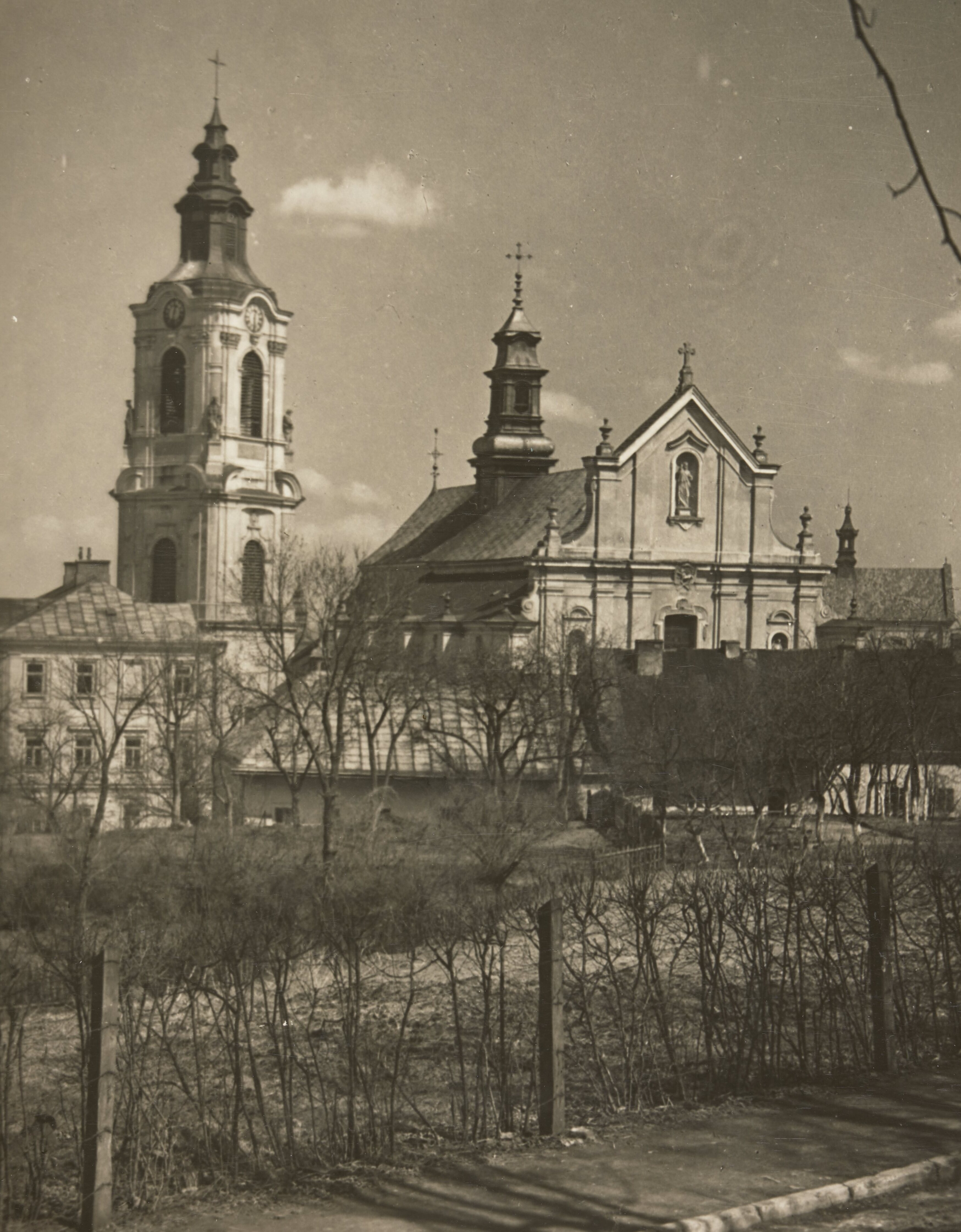
Fasada zachodnia, 1938
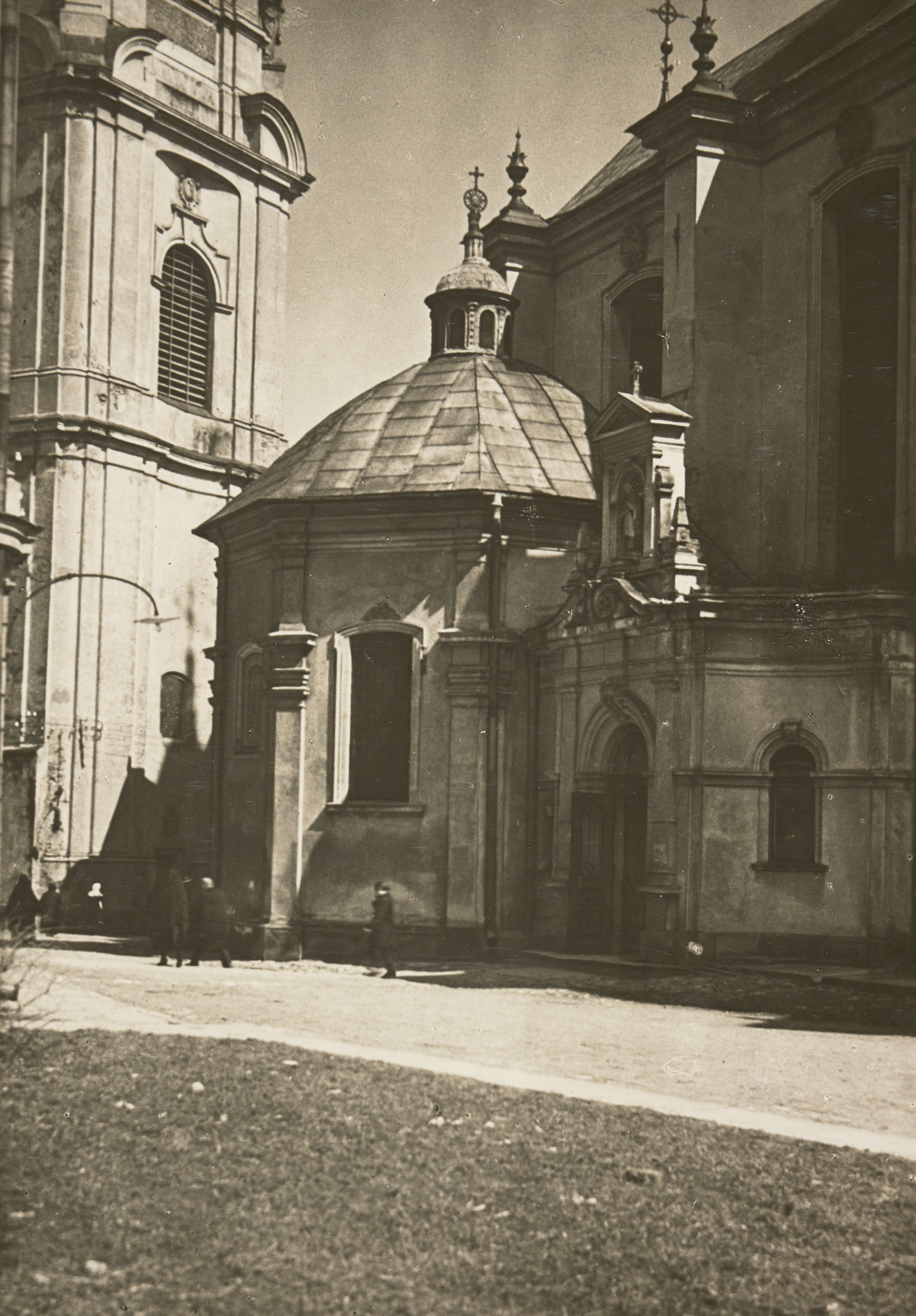
Kaplica boczna, 1938